# Detritivori
I detritivori sono organismi decompositori (ad esempio i molluschi polmonati e bivalvi, i vermi, gli artropodi, i pesci) che rivestono una particolare importanza nel processo di decomposizione, in quanto sono frantumatori di particelle organiche.
A differenza di altri decompositori, come funghi e batteri, che si nutrono di componenti molecolari, sono in grado di ingerire pezzi degli organismi in decomposizione.
Questi organismi in teoria si nutrono di molecole organiche situate sul substrato, quindi sui detriti, ma in pratica digeriscono anche microrganismi, o parti defecate da altri animali

## Caratteri generali
Gli apparati digerenti dei decompositori  non sono specializzati con una tendenza allo sviluppo di intestini lunghi.
La raccolta può non richiedere strutture specializzate. In sipunculidi, echiuridi, oloturie ecc. sono presenti lobi o tentacoli specializzati, dotati di ciglia che sono mossi sul sedimento.
Devono essere manipolate e ingerite grandi quantità di sedimento.

## Galleria d'immagini

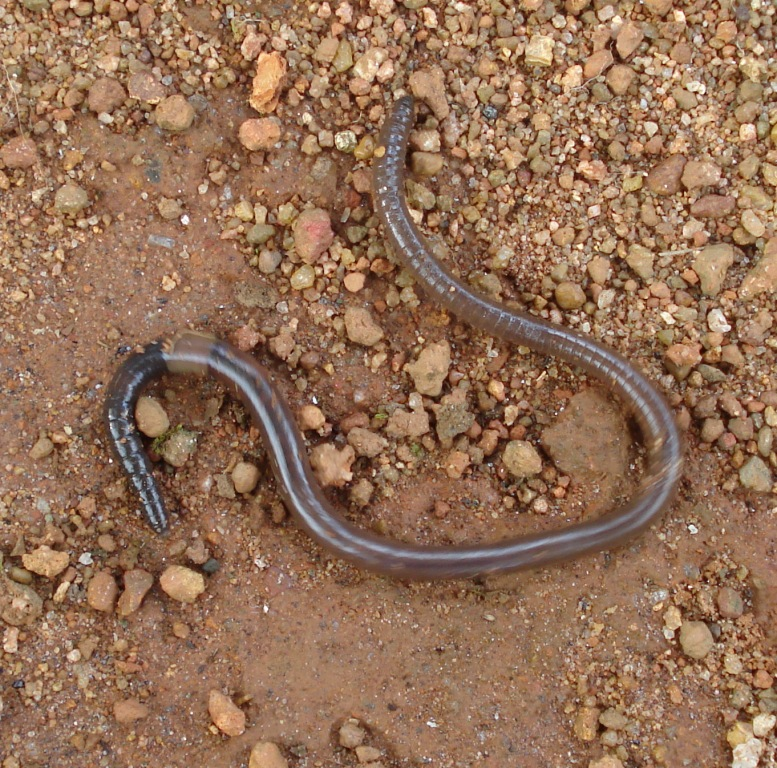
I lombrichi sono detritivori del suolo.
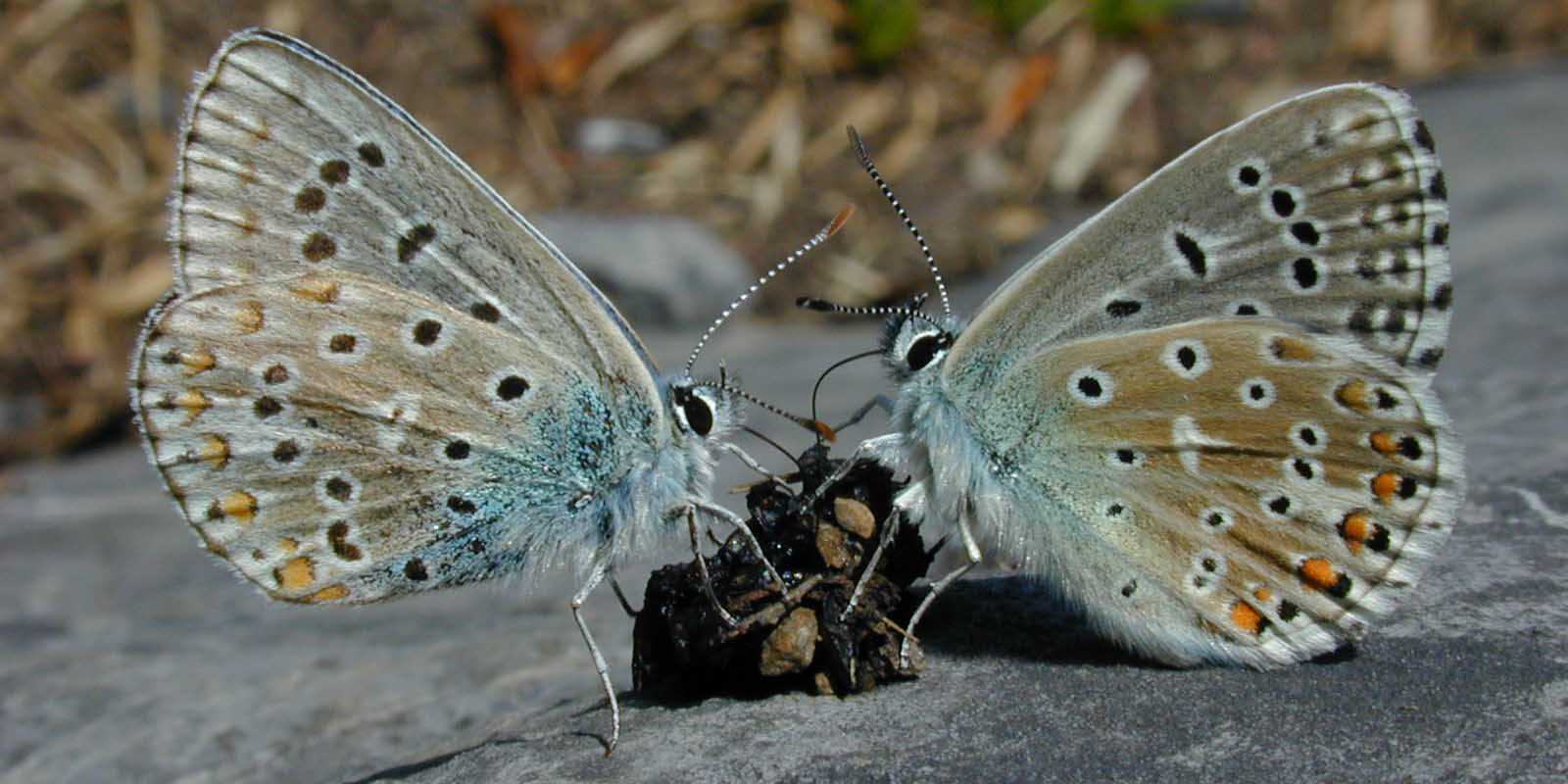
Due farfalle blu Adonis lambiscono un piccolo grumo di feci che giace su una roccia.
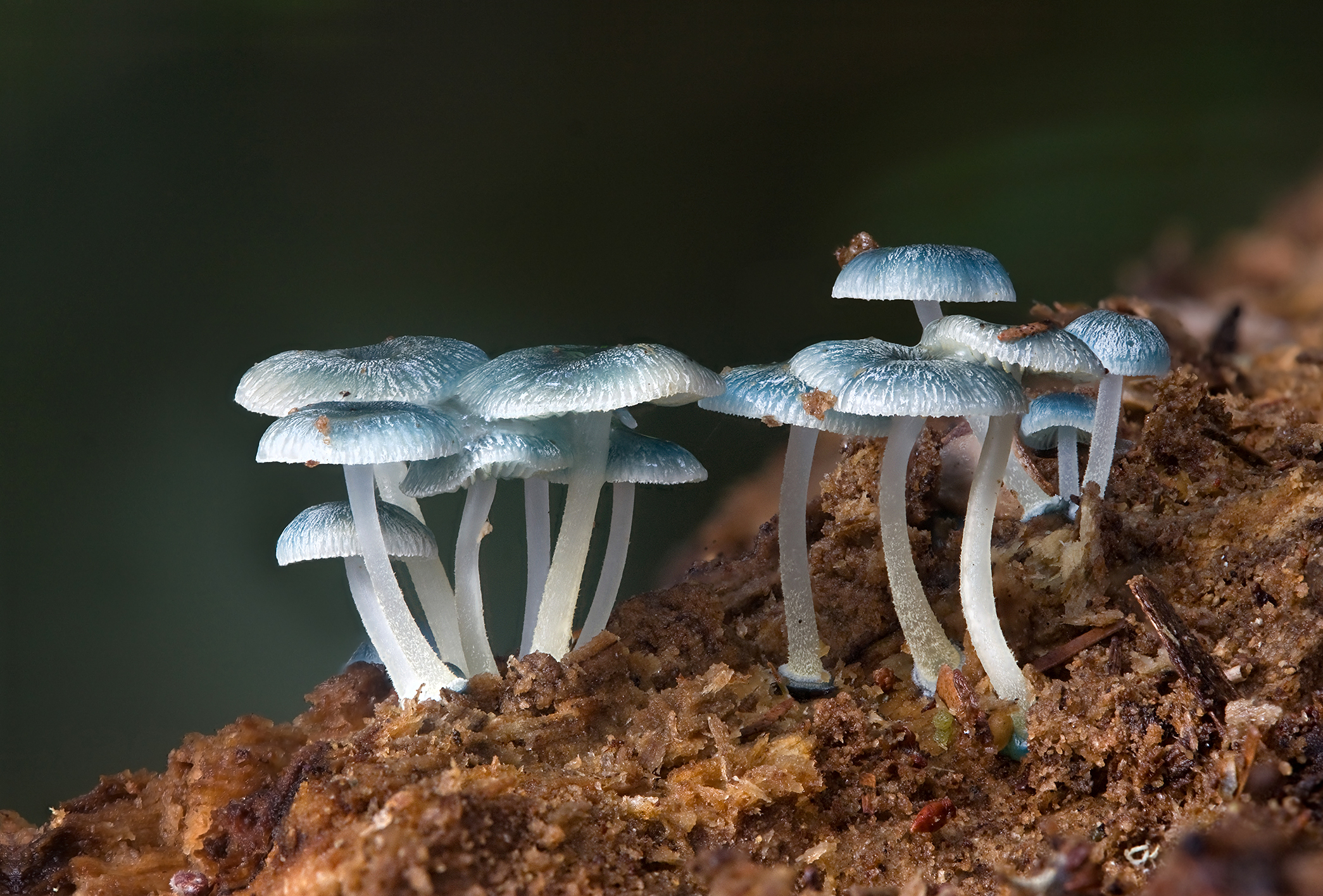
I funghi sono i principali decompositori nella maggior parte degli ambienti, qui illustrati Mycena interrupta. Solo i funghi producono gli enzimi necessari per decomporre la lignina, una sostanza chimicamente complessa che si trova nel legno.
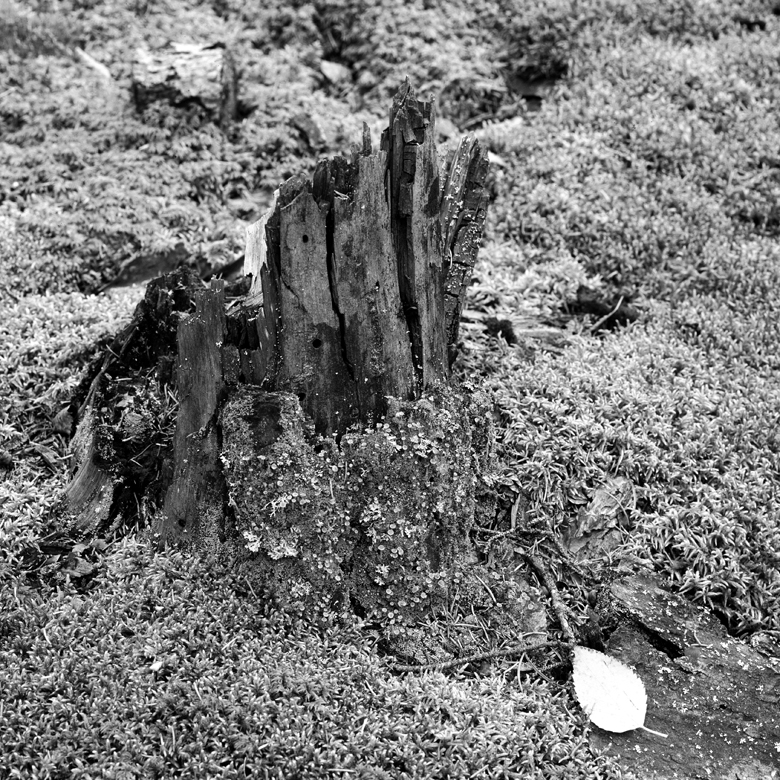
Un tronco d'albero in decomposizione nella foresta boreale del Canada. Il legno in decomposizione riempie un'importante nicchia ecologica, fornendo habitat e riparo e restituendo importanti nutrienti al suolo dopo aver subito la decomposizione.